# Banyuputih (Wringin)
Banyuputih is een bestuurslaag in het regentschap Bondowoso van de provincie Oost-Java, Indonesië. Banyuputih telt 3113 inwoners (volkstelling 2010).